# Plusiophaes eremita
Plusiophaes eremita là một loài bướm đêm trong họ Noctuidae.